# كارلا تيني
كارلا تيني (بالبرتغالية: Carla Tiene‏) مواليد 15 مايو 1981 في ساو باولو، البرازيل، هي لاعبة كرة مضرب برازيلية سابقة بدأت مسيرتها كمحترفة سنة 1997 وكانت تلعب باليد اليسرى، اعتزلت اللعب في 2010. أعلى تصنيف لها في الفردي كان المركز الـ 256 في سنة 2002. أعلى تصنيف لها في الزوجي كان المركز الـ 175 في سنة 2002.

## النهائيات

### الفردي
| الحصيلة | الرقم | التاريخ        | الدورة                   | الأرضية    | المنافس                    | النتيجة       |
| ------- | ----- | -------------- | ------------------------ | ---------- | -------------------------- | ------------- |
| الفوز   | 1.    | 17 مايو 1999   | سيوداد فيكتوريا، المكسيك | صلبة       | ستيفاني مابري              | 6–7, 6–1, 7–6 |
| الفوز   | 2.    | 29 يوليو 2001  | غواياكيل، الإكوادور      | ترابية     | آنا لوسيا دي ليون بونتينجز | 6–2, 6–0      |
| الفوز   | 3.    | 6 أغسطس 2001   | ليما، بيرو               | ترابية     | ميليسا اريفالو             | 6–3, 6–4      |
| الوصافة | 4.    | 13 أغسطس 2001  | لاباز، بوليفيا           | ترابية     | جورجيلينا كرافيرو          | 3–6 3–6       |
| الفوز   | 5.    | 23 سبتمبر 2001 | ساو باولو، البرازيل      | صلبة       | ماريا فرناندا ألفيس        | 6–3, 7–5      |
| الوصافة | 6.    | 4 نوفمبر 2000  | سان سلفادور، السلفادور   | ترابية (i) | ميليسا اريفالو             | 6–2, 3–6, 2–6 |
| الوصافة | 7.    | 16 يونيو 2003  | بوزا ريكا، المكسيك       | صلبة       | ماريا فرناندا ألفيس        | 4–6, 5–7      |
| الفوز   | 8.    | 23 يونيو 2003  | المكسيك، المكسيك         | صلبة       | ليتيسيا سوبرال             | 4–6, 6–1, 6–4 |
| الوصافة | 9.    | 30 يونيو 2003  | مونتيري، المكسيك         | صلبة       | ماريا فرناندا ألفيس        | 5–7, 3–6      |

## روابط خارجية
- كارلا تيني على موقع رابطة محترفات التنس (الإنجليزية)
- كارلا تيني على موقع الاتحاد الدولي لكرة المضرب (الإنجليزية)
- كارلا تيني على موقع كأس بيلي جين كينغ (الإنجليزية)
- كارلا تيني على موقع خلاصة التنس.كوم (الإنجليزية)